# Sidecar (cocktail)

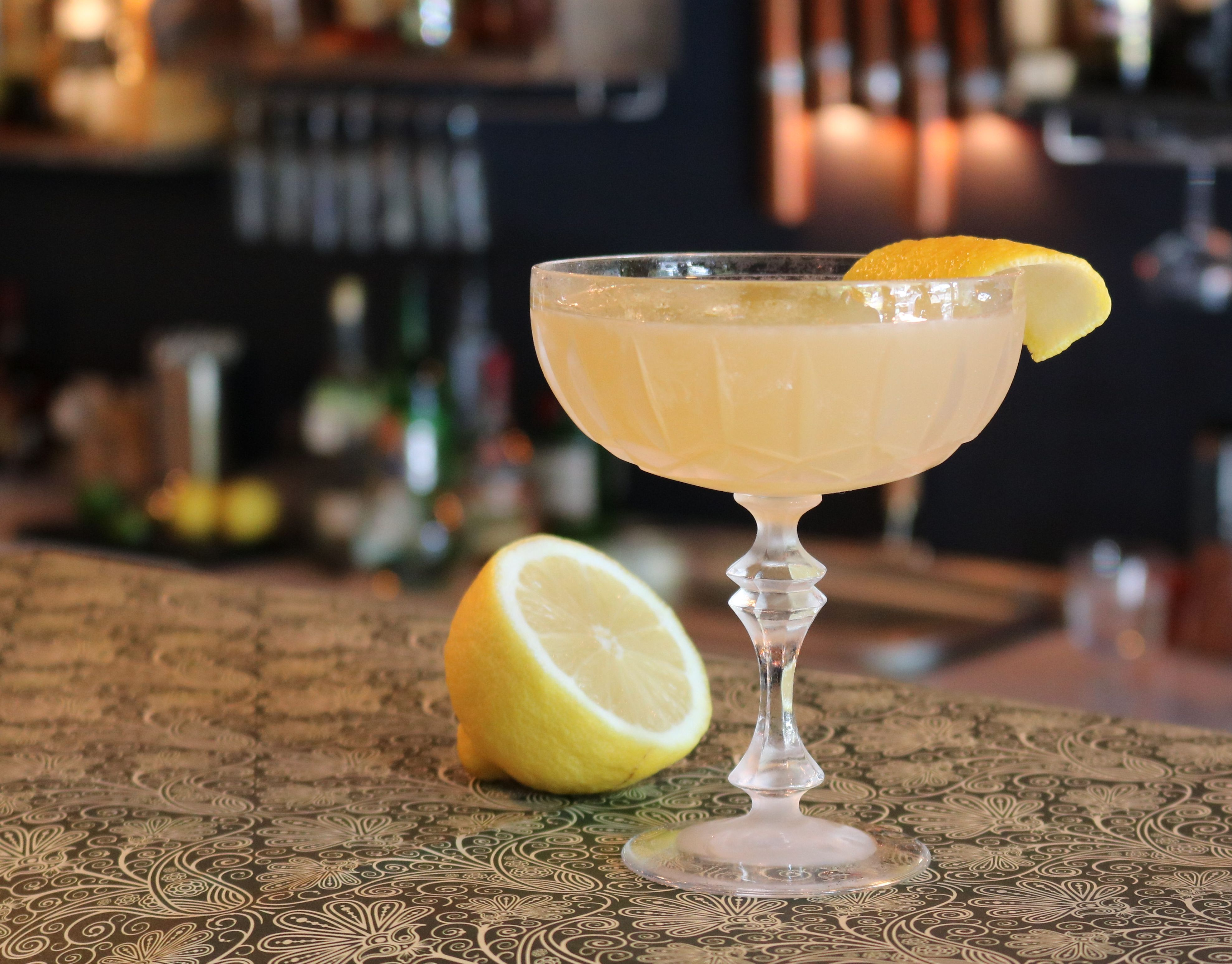
Een sidecar

Een sidecar is een cocktail met cognac, sinaasappellikeur en citroensap. Deze ontstond waarschijnlijk tijdens de Eerste Wereldoorlog en is vernoemd naar de zijspan die toen veel door soldaten werd gebruikt. De plek waar deze cocktail voor het eerst geschonken werd is mogelijk het Hôtel Ritz in Parijs.